# Harold Becker
Harold Becker (New York, 25 settembre 1928) è un regista, produttore cinematografico e fotografo statunitense. Associato al movimento Nuova Hollywood è meglio conosciuto per i suoi lavori nel genere Thriller.

## Biografia
Dopo aver studiato arte e fotografia al Pratt Institute, Becker inizia la sua carriera lavorando come fotografo, in seguito dirige alcuni spot pubblicitari, cortometraggi e documentari. Nel 1972 dirige il suo primo lungometraggio The Ragman's Daughter.
Nella sua carriera ha realizzato film come Seduzione pericolosa (1989), Malice - Il sospetto (1993) e Codice Mercury (1998).
È sposato con la costumista Susan Becker.

## Filmografia
- The Ragman's Daughter (1972)
- Il campo di cipolle (The Onion Field) (1979)
- The Black Marble (1980)
- Taps - Squilli di rivolta (Taps) (1981)
- Crazy for You - Pazzo per te (Vision Quest) (1985)
- Braccio vincente (The Big Town), co-regia di Ben Bolt  - non accreditato (1987)
- Cocaina (The Boost) (1988)
- Seduzione pericolosa (Sea of Love) (1989)
- Malice - Il sospetto (Malice) (1993)
- City Hall (1996)
- Codice Mercury (Mercury Rising) (1998)
- Unico testimone (Domestic Disturbance) (2001)